# Verlorene Melodie
Verlorene Melodie ist ein österreichischer Musikfilm aus dem Jahre 1952 von Eduard von Borsody mit Elfie Mayerhofer in ihrem letzten Kinofilmauftritt und Robert Lindner in den Hauptrollen.

## Handlung
Die junge Sängerin Gretl verfügt über eine klare, glockenhelle Stimme. Gerne würde sie damit in der klassischen Musik Karriere machen. Doch in den frühen Nachkriegsjahren, als auch in Österreich vermehrt jazzige Klänge Einzug halten, scheint dies nicht gerade en vogue. In Wien angekommen hat Gretl in einer Künstlerpension Quartier bezogen, wo sie den Jungkomponisten Franz kennenlernt. Auch dieser befindet sich in einer künstlerischen Krise; er kann nicht das tun, woran ihm am meisten liegt: Melodien der klassischen Musik zu komponieren. Zwecks Broterwerb lässt sich Gretl darauf ein, in einem entsprechenden Lokal mit moderner Unterhaltungsmusik aufzutreten. Auch für Franz findet sie dort eine Betätigung. Doch während sich die Sängerin amerikanisch-modern als „Gretl Viennese“ verkaufen lässt, hadert Franz mit seiner Beschäftigung als Barmusiker. Er träumt von einer Karriere als klassischer Komponist „ernsthafter Musik“. 
Die jungen Leute fühlen sich künstlerisch unterfordert, finden aber beim Publikum großen Anklang. Als eines Tages die Amerikanerin Gloria, ein singender Nachtclubstar, auftaucht, wird Gretl eifersüchtig, weil sie bei Franz ein Interesse an dieser Person zu verorten glaubt, das über das Berufliche weit hinausgeht. Erst kommt es zu einem Missverständnis und dann zum Bruch der beiden Liebenden. Trotzig wendet sich nun Franz dem modernistischen Jazz zu, wodurch er beinahe einen Auftrag zur Komposition eines klassischen Balletts versemmelt. Da erscheint ihm eines Nachts im Traum der Wiener Musikmaestro schlechthin, Johann Strauss Sohn, und der spricht mahnende Worte zu seinem Epigonen. Wieder erwacht wird Franz klar, dass er Verrat an seinen musikalischen Idealen beginge, sollte er so weitermachen wie zuletzt. Franz und Gretl versöhnen sich und Franz findet seine ureigene „verlorene Melodie“ wieder. Sein Ballett wird ein voller Erfolg.

## Produktionsnotizen
Verlorene Melodie entstand zum Jahresbeginn 1952 in Wien und wurde am 27. Juni 1952 in Ostberlin uraufgeführt. Die Wiener Premiere war am 12. August desselben Jahres. In der Bundesrepublik lief der Streifen nicht an.
J. A. Vesely übernahm die Produktionsleitung. Die Filmbauten gestalteten Hans Rouc und Julius von Borsody, der Bruder des Regisseurs, die Kostüme stammten von Hill Reihs-Gromes. Alfred Norkus sorgte für den Ton.
Peter Alexander spielte hier (nach einiger Statisterie) seine erste reguläre Filmrolle, er ist kurz als Pianist zu sehen.

## Musik
Folgende Musiktitel von Willy Schmidt-Gentner wurden gespielt:
- "Mambo"
- "Komm', mach Tanzmusik"
- "Das Glück kommt über Nacht"

## Kritik
Im Lexikon des Internationalen Films heißt es: „Ohne erkennbaren Ehrgeiz inszenierte Dutzendware, leidlich unterhaltsam.“